# Povečana petstrana prizma
| Povečana petstrana prizma | Povečana petstrana prizma                  |
| ------------------------- | ------------------------------------------ |
|                           |                                            |
| Vrsta                     | Johnsonovo telo J51-J52-J53                |
| Stranske ploskve          | 2x2 trikotnikov 2x2 kvadratov 2 petkotnika |
| Robovi                    | 19                                         |
| Oglišča                   | 11                                         |
| Dualni polieder           | -                                          |
| Simetrijska grupa         | C2v                                        |
| Konfiguracija oglišča     | 2+4(42.5) 1(34) 4(32.4.5)                  |
| Lastnosti                 | konveksna                                  |
| mreža telesa              |                                            |

Povečana petstrana prizma je v geometriji eno izmed Johnsonovih teles (J52). Kot že ime nakazuje ga lahko konstruiramo tako, da povečamo petstrano prizmo s tem, da dodamo kvadratno piramido (J1) k eni izmed ekvatorialnih stranskih ploskev.